# Say (John Mayer)
Say è un singolo del cantautore statunitense John Mayer, pubblicato il 20 novembre 2007 come quinto estratto dal terzo album in studio Continuum.
Il brano è stato scritto come "theme song" del film Non è mai troppo tardi (The Bucket List) diretto da Rob Reiner, ma non è incluso nella sua colonna sonora ufficiale.
Con questa canzone Mayer ha vinto per la quarta volta il Grammy Award nella categoria "Best Male Pop Vocal Performance" (Miglior interpretazione pop vocale maschile).

## Tracce
Download digitale
1. Say